# Ole Søltoft
Ole Søltoft (8. januar 1941 i Kolding – 8. maj 1999) var en dansk skuespiller. Han har bl.a. medvirket i flere Sengekantsfilm og Stjernetegnsfilm.

## Opvækst og uddannelse
Ole Søltoft blev født i Kolding og var søn af ingeniør Svend Aage Sølvtoft og dennes hustru Maria Rita Viola Sølvtoft f. Kristensen. Han voksede op i Holeby på Lolland, blev student fra Maribo Gymnasium og arbejdede efterfølgende som lærervikar. Derefter studerede han et år på Københavns Tandlægehøjskole.

## Karriere
Via studenterrevyerne blev han optaget på Privatteatrenes Elevskole i årene 1960-62. Han debuterede på Folketeatret i 1962 og fik allerede i elevtiden rollen som den evige spilopmager Nikolaj i Nøddebo Præstegård på Folketeatret. Ole Søltoft var fast tilknyttet Folketeatret 1962-1965 og fik siden engagementer bl.a. på Comediehuset.
I 1962 begyndte hans filmkarriere med rollen som den frække Jacob i Den kære familie. Med Soyas Sytten i 1965 begyndte en bølge af erotiske film for Ole Søltoft. Han medvirkede således i 1970'erne i et stort antal film, fortrinsvis sex-komedier og erotiske lystspil (sammen med skuespilleren og modellen Birte Tove i mange af dem) – roller, der for altid satte ham i bås hos publikum og pressen. Ole Søltoft blev dansk films første-elsker med sin hovedrolle i den populære erotiske film Den røde rubin fra 1970. Derefter fulgte den mandlige hovedrolle i en række af årtiets mange sengekantsfilm – herunder Mazurka på sengekanten, Tandlæge på sengekanten og Rektor på sengekanten. Ole Søltoft spillede også med i flere af tidens sex-lystspil, hvor stjernetegn indgik i filmens titel, for eksempel I Løvens tegn, I Jomfruens tegn og I Tyrens tegn.
Han optrådte i flere revyer hos Volmer-Sørensen i Revykøbing Kalder og i Sans Souci i Kolding. I de senere år arbejdede han på Røde Kro Teater bl.a. i 1993 i forestillingen Glade Dage. I 1971 blev han kåret til årets kunstner på Rødovre Teater.

## Privatliv
Ole Søltoft var gift med skuespillerinden Ulla Asbjørn Andersen. Han er begravet på Rødovre kirkegård.

## Filmografi
Blandt de film, han medvirkede i, kan nævnes:
- Gøngehøvdingen – 1961
- Den kære familie – 1962
- Sytten – 1965
- Halløj i himmelsengen – 1965
- Een pige og 39 sømænd – 1965
- Min søsters børn – 1966
- Tre små piger – 1966
- Soyas tagsten – 1966
- Cirkusrevyen (1967) – 1967
- Far laver sovsen – 1967
- Den røde rubin – 1969
- Hurra for de blå husarer – 1970
- Mazurka på sengekanten – 1970
- Tandlæge på sengekanten – 1971
- Rektor på sengekanten – 1972
- Romantik på sengekanten – 1973
- Revykøbing kalder – 1973
- I Jomfruens tegn – 1973
- Sexy Girls of Denmark – 1973
- I Tyrens tegn – 1974
- Der må være en sengekant – 1975
- I Tvillingernes tegn – 1975
- Sømænd på sengekanten – 1976
- Affæren i Mølleby – 1976
- I Løvens tegn – 1976
- Hopla på sengekanten – 1976
- Piger til søs – 1977
- Agent 69 Jensen i Skorpionens tegn – 1977
- Agent 69 Jensen i Skyttens tegn – 1978